# Binghamplastic

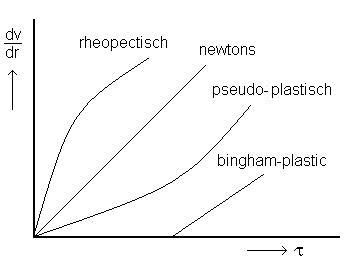

Binghamplastic, ook binghamvloeistof genoemd, is een model voor een viscoplastisch materiaal. Het model is een idealisering, die in de praktijk (bij nauwkeurig meten) nooit gevonden wordt. Het is genoemd naar Eugene C. Bingham.
In een newtoniaanse vloeistof is de schuifspanning (τ) recht evenredig met de snelheidsgradiënt {\displaystyle (\mathrm {d} v/\mathrm {d} r)}. Niet alle vloeistoffen vertonen dit gedrag.
Een binghamplastic gaat pas vloeien als een bepaalde grenswaarde, de zwichtspanning, wordt overschreden. Boven deze waarde gedraagt het zich als een newtoniaanse vloeistof. Klei, pasta's en ook pindakaas gedragen zich bij benadering als een binghamplastic.